# Sciponacris
Sciponacris is een geslacht van rechtvleugeligen uit de familie veldsprinkhanen (Acrididae). De wetenschappelijke naam van dit geslacht is voor het eerst geldig gepubliceerd in 1978 door Descamps.

## Soorten
Het geslacht Sciponacris omvat de volgende soorten:
- Sciponacris amazonica Amédégnato, 1985
- Sciponacris herrerae Amédégnato, 1985
- Sciponacris tahuampae Amédégnato, 1985
- Sciponacris trichilae Descamps, 1978
- Sciponacris yubinetensis Amédégnato, 1985